# 亞布盧諾維齊亞
49°8′18″N 29°24′20″E / 49.13833°N 29.40556°E
亞布盧諾維齊亞（烏克蘭語：Яблуновиця），是烏克蘭的村落，位於該國西南部文尼察州，由文尼察區負責管轄，始建於1515年，面積1.27平方公里，海拔高度245米，2001年人口404。